# Cryptoporus
Cryptoporus là một chi nấm thuộc họ Polyporaceae.